# Александър Карагюлев
Александър Ангелов Карагюлев е български общественик от Македония.

## Биография
Роден е в 1860 година в град Охрид, тогава в Османската империя в семейството на Ангел Карагюлев и принадлежи към големия охридски род Карагюлеви. Занимава се с търговия, работи като чиновник и общественик. Редактор е на вестник „Македонски глас“, а от 1886 година до 1890 година работи и като съдебен пристав при Софийския съд.
По подозрение в съучастие в атентат срещу Стефан Стамболов в 1891 година Александър Карагюлев е арестуван, през което време пише собственоръчно песента „Послушайте, патриоти“. Осъден е на смърт и присъдата му е изпълнена в двора на Черната джамия на 15/27 юли 1892 година.
Неговата съпруга Клио Карагюлева издава през 1897 година книгата „Едно свидетелство за Ст. Стамболова. Няколко думи за домогванията на съсечений тиранин спрямо семейството ни и лично спрямо мен“, в която твърди че е изнасилена от Стефан Стамболов.